# Bee (Itália)
Bee é uma comuna italiana da região do Piemonte, província do Verbano Cusio Ossola, com cerca de 623 habitantes. Estende-se por uma área de 3 km², tendo uma densidade populacional de 208 hab/km². Faz fronteira com Arizzano, Ghiffa, Premeno, Vignone.

## Demografia
| Variação demográfica do município entre 1861 e 2011                               |
|                                                                                   |
| Fonte: Istituto Nazionale di Statistica (ISTAT) - Elaboração gráfica da Wikipedia |